# テス・ジェリッツェン
テス・ジェリッツェン（Tess Gerritsen、1953年6月12日 - ）は、中国系アメリカ人の小説家で、元医師。本名はテリー (Terry ) だが、ロマンス小説作家を目指す時により女性的な名前にしようとテスと改めた。テレビドラマ『リゾーリ&アイルズ ヒロインたちの捜査線』の原作・脚本として知られている。

## 生い立ち
カリフォルニア州サンディエゴで、中国移民と中国系アメリカ人の料理人の間に生まれ、『ナンシー・ドルー』のような物語を書いてみたいと夢見ながら育った。ジェリッツェン本人は作家志望だったが、将来を心配した家族は医学の道を進めた。1975年、スタンフォード大学で人類学の学士を取得して卒業。カリフォルニア大学サンフランシスコ校でも医学の勉強を続け、1979年に博士号を取得し、ハワイのホノルルで医師としてのキャリアをスタートさせた。
産休中に、雑誌『ホノルル』の州コンテストに応募した短編小説"On Choosing the Right Crack Seed" が第一席となり賞金500ドルを受け取った。母親との関係に悩む若い青年の物語で、母が自殺未遂を繰り返したことなども含めた、彼女自身の子供時代の出来事が描かれている。

## 作家としてのキャリア
仕事の合間に読んでいたロマンス小説にインスパイアされ、処女作であるロマンス・スリラーものを上梓する。2作の習作を経て、1986年にハーレクイン社が『真夜中に電話が鳴って』（原題："Call After Midnight" ）の版権を買い、翌年に刊行される。その後、同社とハーパー・ペーパーバックに8冊のロマンス・スリラー小説を執筆した。

### ジャンルの変更

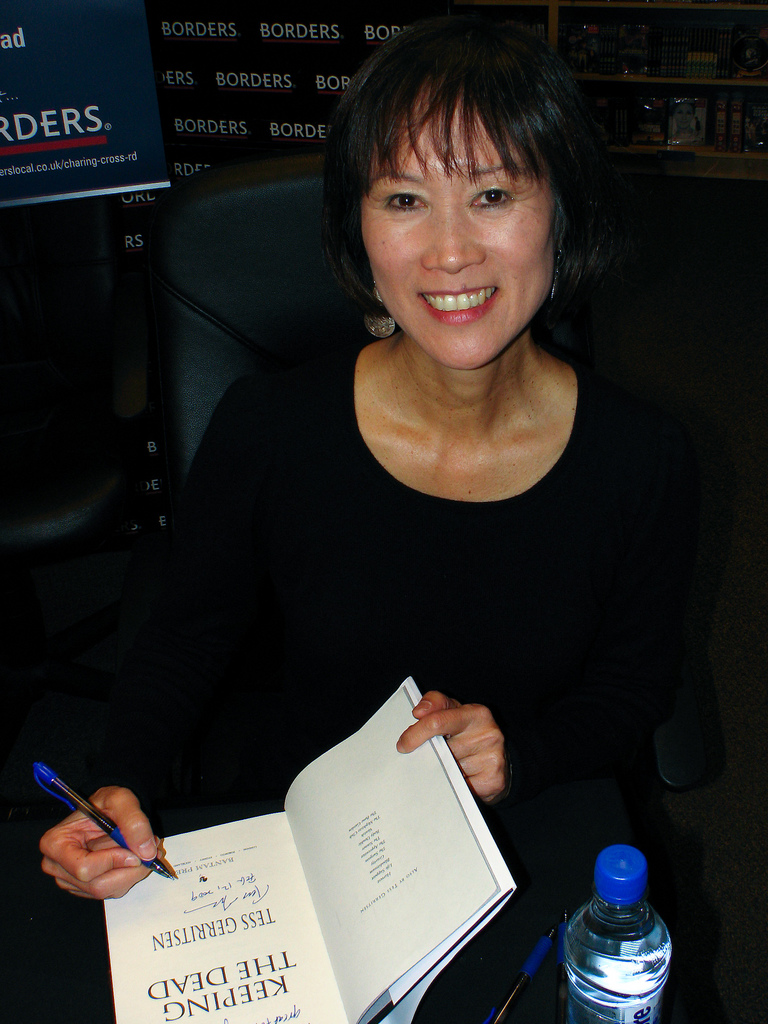
サイン中のジェリッツェン

ロマンス小説から医療スリラーものへと執筆ジャンルを変更し、1996年、『命の収穫』（原題："Harvest" ）を上梓。ロシアを旅行していた殺人課の元刑事から、モスクワ市街から孤児の子供たちが消えていき、子供たちは臓器提供者として海外へ連れ去られているというまことしやかな話を警察も信じていると聞き、そこからインスピレーションを得てプロットを練ったという。同作はジェリッツェンの著作の中で初めてハードカバーで出版された作品で、また『ニューヨーク・タイムズ』のベストセラー・リストの13位にランクインした。『命の収穫』に続き、『中間生命体』（原題："Life Support" ）、"Bloodstream" 、"Gravity" と、医療スリラーものを3作続けて上梓し、いずれもベストセラーになった。
2001年、殺人課の刑事ジェーン・リゾーリの初登場作品で、初の犯罪スリラー小説となる『外科医』（原題："The Surgeon" ）が刊行される。リゾーリは同作の中では2番手のキャラクターだが、9作あるシリーズでは検死官のモーラ・アイルズとコンビを組む主人公となっている。シリーズは、『リゾーリ&アイルズ ヒロインたちの捜査線』として、アンジー・ハーモンとサッシャ・アレクサンダー主演でテレビドラマ化された。
近年の著作はリゾーリ&アイルズシリーズが多いが、2007年にはシリーズ外の歴史スリラー"The Bone Garden" を上梓。同作は、1830年代にボストンで起こった殺人事件の物語で、オリバー・ウェンデル・ホームズをモデルとしたキャラクターが登場する。
著作は40か国以上で翻訳されており、2500万部を売り上げている。

### その他の作品
1993年にケイト・ジャクソンとブルース・グリーンウッド主演でCBSで放送された"Adrift" では、共同脚本家を務めた。
アメリカ探偵作家クラブと国際スリラー作家協会が発行した本にエッセイを寄稿した。また、自身のウェブサイトや探偵作家クラブのサイトでブログを書いている。
2012年にフランス人作曲家、ダミアン・トップが発表したヴァイオリンソロ曲"Yakov's Lament" はジェリッツェンの著作『命の収穫』にインスパイアされて作曲された作品である。

## 私生活
夫は同じく医師で、息子が2人いる。趣味はガーデニングやフィドル（ヴァイオリン）の演奏。メイン州カムデン在住。

## 受賞
2002年、『外科医』でアメリカロマンス作家クラブのRITA賞最優秀ロマンティックサスペンス部門を受賞。
2006年、『僕の心臓を盗まないで』（原題："Vanish" ）でネロ・ウルフ賞を受賞。同作はエドガー賞 長編賞やマカヴィティ賞 長編賞にノミネートされた。作家のジェイムズ・パターソンやスティーヴン・キングなどからも認められており、特にキングはマイケル・クライトンに勝るとも述べている。

## 作品リスト

### ロマンティック・サスペンス
- 真夜中に電話が鳴って Call After Midnight （ 1987年 /  2007年11月 秋津志麻訳 MIRA文庫）
- 追憶の扉 Under the Knife （ 1990年 /  1991年6月 飛田野裕子訳 ハーレクイン・サスペンス・ロマンス）
- Never Say Die (1992)
- Whistleblower (1992)
- Presumed Guilty (1993)
- Peggy Sue Got Murdered (1994) re-released as Girl Missing
- In Their Footsteps (1994)
- Thief of Hearts (1995) re-released as Stolen
- Keeper of the Bride (1996)
- Perfect Timing (2001)
- Murder and Mayhem (2006)
- Madame X (2008)
- Playing with Fire (2015)
- The Shape of Night (2019)

### 医療スリラー
- 命の収穫 Harvest （ 1996年 /  1997年6月 浅羽莢子訳 角川文庫）
- 中間生命体 Life Support （ 1997年 /  1999年3月 浅羽莢子訳 角川書店）
- Bloodstream (1998)
- Gravity (1999)
- The Bone Garden (2007)
- Girl Missing (2009)

### リゾーリ&アイルズ シリーズ
- 外科医 The Surgeon （ 2001年 /  2003年8月 安原和見訳 文春文庫）
- 白い首の誘惑 The Apprentice （ 2002年 /  2007年3月 安原和見訳 文春文庫）
- 聖なる罪びと The Sinner （ 2003年 /  2007年9月 安原和見訳 文春文庫）
- Body Double (2004)
- 僕の心臓を盗まないで Vanish （ 2005年 /  2001年1月 浅羽莢子訳 角川文庫）
- The Mephisto Club (2006)
- The Keepsake / Keeping the Dead (US / UK, 2008)
- Ice Cold / The Killing Place (US / UK, 2010)
- The Silent Girl (US / UK, 2011)[26]
- Last To Die (UK / US August 16 / 28, 2012)[27]
- Die Again (2014)
- I Know A Secret (2017)